# Armatage Shanks
«Armatage Shanks» es una canción del álbum Insomniac, de la banda estadounidense de punk rock, Green Day, fue lanzada como primera canción del mismo y no fue promocionada como sencillo.

## Temática
Billie Joe Armstrong comenta acerca de la canción: "Cuando escribí esa canción (Armatage Shanks) fue justo antes de que Dookie saliera, y yo estaba realmente en desacuerdo conmigo mismo. Yo estaba como, hombre, ¿realmente quiero hacer esto? Muchas veces estaba pensando en el suicidio, en cómo es tan fácil matarte a ti mismo, pero tan difícil de mantenerte con vida. Estaba en una ruptura con mi entonces novia, un punk rocker total y delirante que no me aprobó de estar en una gran etiqueta. Ella se trasladó a Ecuador diciendo que no podría vivir en un mundo con McDonald's y tal. Me estaba jodiendo muy mal".
Armatage Shanks es una gran introducción a Insomniac, un álbum que fue escrito en un momento en que los miembros de la banda estaban pasando por momentos difíciles y por lo tanto lleno de canciones sobre la inseguridad, el pánico y la duda. En Armatage Shanks, Billie Joe está diciendo que no confía en nadie, mucho menos en sí mismo y se llama a sí mismo un "solitario en una mente claustrofóbica". Expresa su desconfianza e irritación diciendo: "Debo insistir en ser pesimista". No hay nadie en quien confiar, nada tiene sentido, así que ser pesimista no es sólo un estado mental actual, sino que se convierte en una ideología.
Hay una interesante teoría sobre el nombre de la canción. Armitage Shanks es una marca británica de inodoros, y es muy posible que Billie Joe tomara eso por un nombre de la canción con una "vida que va abajo del drenaje". En este caso, la palabra "Armitage" sería incorrectamente mal escrita para evitar el uso de la marca registrada.
Hay una leyenda que Armstrong leyó el nombre de la marca en un baño de Londres y luego decidió utilizarlo como un título de la canción. Por supuesto, esto es sólo una leyenda; sin embargo, este tipo de similitud de nombres no es muy probable que sea sólo una coincidencia.

## Presentaciones en vivo
La canción se interpretó por primera vez el día 8 de junio de 1994 (apenas 4 meses después de salir Dookie) durante una tocada para la BBC en Londres. Posteriormente, el 8 de septiembre de 1994, Green Day sorprendió al interpretarla durante los MTV Video Music Awards en detrimento de alguno de los exitosos sencillos de Dookie.
Posteriormente fue muy tocada durante la gira promocional de Insomniac, pero dejada de tocar hasta el año 2000, en donde volvió durante 4 conciertos y de ahí regresó durante 3 conciertos en el 21st Century Breakdown World Tour durante 2009 y 2010. Armatage Shanks volvería para algunos conciertos de promoción del disco Revolution Radio en 2016 y 2017.
Es una canción que ha sido tocada al menos 58 veces.